# Élections législatives russes de 2007
Des élections législatives russes ont eu lieu le dimanche 2 décembre 2007. Elles ont vu le triomphe de Russie unie, le parti du président Vladimir Poutine. 
Ces élections ont eu pour but d'élire 450 députés à la chambre basse du Parlement russe (la Douma d'État) pour une période de 4 ans. La particularité de ces élections est que, pour la première fois dans l'histoire politique russe, le système de vote était la représentation proportionnelle selon des listes de parti (jusqu'en 2005, la moitié de députés ont été élus selon les listes majoritaires à mandat unique). Le seuil de représentation pour un parti a aussi été levé de 5 à 7 % des suffrages exprimés au niveau national.

## Déroulement des élections
Le parti Russie unie était crédité de plus de 60 % des intentions de vote dans les derniers sondages. Le président Poutine lui-même jouissait d'une cote de popularité de l'ordre de 80 %. Il a appelé à voter pour son parti lors d'une intervention télévisée jeudi 29 novembre.
Le Parti communiste russe a annoncé, avant même la publication des premiers résultats officiels, qu'il contesterait en justice les résultats des élections législatives. Le parti social-démocrate Russie Juste et le parti d'extrême droite Parti libéral-démocrate soutiennent Vladimir Poutine et son gouvernement[réf. nécessaire].
L'organisation Golos, qui observe les élections par l'intermédiaire de quelque 2 500 « correspondants » de sa revue La voix citoyenne, a dénoncé les difficultés que rencontraient les journalistes voulant assister au déroulement des opérations.
Garry Kasparov, le chef de la coalition d'opposition L'Autre Russie (dont les partis constituantes n'avaient pas récolté plus de 2 % des voix des électeurs) a invalidé son vote et a invité ses partisans à venir le lendemain, avec lui, déposer des fleurs à la Commission électorale. Le SPS (Union des forces de droite), par la voix de son numéro deux Boris Nemtsov, a également parlé de ses élections comme « des plus malhonnêtes de l'histoire de la Russie ». Il n'a cependant pas présenté les preuves de supposées « irrégularités ».

### Procédure pour intéresser les électeurs
Pour inciter les électeurs à se rendre aux urnes dans un pays connaissant habituellement une très forte abstention, les bureaux de vote ont pris des airs de kermesse. Des tombolas, des distributions de nourriture, des coupes de cheveux gratuites (à Kemerovo, Sibérie) et même des consultations gynécologiques (à Omsk, Sibérie) y étaient proposées.
Ce scrutin avait bien des particularités : offrir aux électeurs la possibilité de voter en dehors du bureau où ils sont inscrits. Pour cela, ils doivent recevoir un « bon certifié » (okrepitelnyï talon). D'après le quotidien Kommersant, les commissions électorales régionales ont distribué « massivement »[réf. nécessaire] ces bons à la population. Exceptionnellement, les sans-domicile fixe étaient eux aussi invités à se rendre aux urnes, en échange d'un repas. Officiellement, le « vote itinérant » est synonyme d'un bon taux de participation. La notion de seuil de participation - 25 % - avait alors disparu de la nouvelle loi électorale.

## Missions occidentales valident le scrutin
Les deux principales missions occidentales présentes, celles des Assemblées parlementaire de l'Organisation pour la sécurité et la coopération en Europe (OSCE) et du Conseil de l'Europe, ont affirmé qu'elles n'avaient eu vent d'aucune violation dimanche matin,

## Résultats
|                          |                              |             |       |       |        |               |  |  |  |
| Partis                   | Partis                       | Voix        | %     | +/-   | Sièges | +/-           |  |  |  |
|                          | Russie unie                  | 44 714 241  | 64,30 | 26,73 | 315    | 92            |  |  |  |
|                          | Parti communiste             | 8 046 886   | 11,57 | 1,04  | 57     | 5             |  |  |  |
|                          | Parti libéral-démocrate      | 5 660 823   | 8,14  | 3,31  | 40     | 4             |  |  |  |
|                          | Russie juste                 | 5 383 639   | 7,74  | Nv    | 38     | 1             |  |  |  |
|                          | Parti agrarien               | 1 600 234   | 2,30  | 1,33  | 0      | 2             |  |  |  |
|                          | Iabloko                      | 1 108 985   | 1,59  | 2,71  | 0      | 4             |  |  |  |
|                          | Pouvoir civil                | 733 604     | 1,05  | Nv    | 0      | en stagnation |  |  |  |
|                          | Union des forces de droite   | 669 444     | 0,97  | 3,07  | 0      | 3             |  |  |  |
|                          | Patriotes de Russie          | 615 417     | 0,89  | Nv    | 0      | en stagnation |  |  |  |
|                          | Parti de la justice sociale  | 154 083     | 0,22  | 2,87  | 0      | en stagnation |  |  |  |
|                          | Parti démocratique de Russie | 89 780      | 0,13  | 0,10  | 0      | en stagnation |  |  |  |
|                          |                              |             |       |       |        |               |  |  |  |
| Votes valides            | Votes valides                | 68 777 136  | 98,91 |       |        |               |  |  |  |
| votes blancs et nuls     | votes blancs et nuls         | 759 929     | 1,09  |       |        |               |  |  |  |
| Total                    | Total                        | 69 537 065  | 100   | –     | 450    | en stagnation |  |  |  |
| Abstentions              | Abstentions                  | 39 608 452  | 39,79 |       |        |               |  |  |  |
| Inscrits / participation | Inscrits / participation     | 109 145 517 | 60,21 |       |        |               |  |  |  |

## Analyse
Seuls à atteindre le seuil électoral de 7 % des suffrages exprimés, Russie Unie, le Parti Communiste, le Parti libéral-démocrate et Russie juste se partagent l'ensemble des sièges.